# Rick Scott
Pour les articles homonymes, voir Scott.
Richard Lynn Scott, dit Rick Scott, né le 1er décembre 1952 à Bloomington (Illinois), est un homme d'affaires et homme politique américain. Membre du Parti républicain, il est gouverneur de Floride de 2011 à 2019, date à laquelle il entre au Sénat des États-Unis.
Ex-PDG de Hospital Corporation of America, plus grande entreprise d'assurance-santé aux États-Unis quant au chiffre d'affaires, il est élu gouverneur lors des élections de 2010 et réélu lors des élections de 2014. À l'occasion des élections de 2018, il bat le sortant Bill Nelson, membre du Parti démocrate, pour l'un des deux sièges de l'État à la chambre haute du Congrès des États-Unis.

## Biographie

### PDG de HCA
Diplômé de l'université du Missouri à Kansas City et de l'université méthodiste du Sud, il participe à la fondation de Columbia Hospital Corporation en 1988, qui fusionne avec Hospital Corporation of America six ans plus tard pour former un nouveau groupe conservant ce dernier nom, avec Scott à sa tête. Un scandale de fraude le force à démissionner de sa fonction de PDG en 1997, la firme acceptant de payer 600 millions de dollars de dommages-intérêts à l'État fédéral. Il déclare ultérieurement en 2024 dans le cadre de Trump v. New York qu'il se dit victime d'une persécution politique et d'une guerre juridique car il s'opposait au plan de l'assurance-santé de Bill et Hillary Clinton.
À la suite de cette affaire, Scott se spécialise dans le capital risque, fondant Richard L. Scott Investments à Naples, en Floride. Il achète la moitié de Cyberguard Corp. pour une dizaine de millions de dollars. En 2006, l'entreprise est vendue pour 300 millions de dollars à Secure Computing Corporation. Dans les années 1990, Scott est aussi un partenaire de George W. Bush en tant qu'actionnaire des Rangers du Texas.

### Engagement politique

#### Gouverneur de Floride

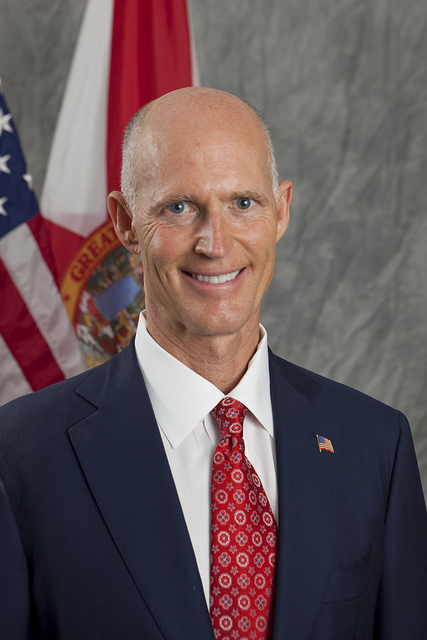
Portrait officiel de Rick Scott en tant que gouverneur de Floride (2011).

Scott fonde en février 2009 Conservatives for Patients' Rights afin de s'opposer à la réforme du système de santé proposé par l'administration Obama et défendre le marché dans la santé. Lors de l'élection pour le poste de gouverneur de Floride, en novembre 2010, Scott fait face à la démocrate Alex Sink et à l'indépendant Michael E. Arth. Élu avec 48,8 % des voix contre 47,7 % à Sink, il dépense plus de 75 millions de dollars pour la campagne, de ses propres fonds et d'aides financières des lobbies climato-sceptiques.

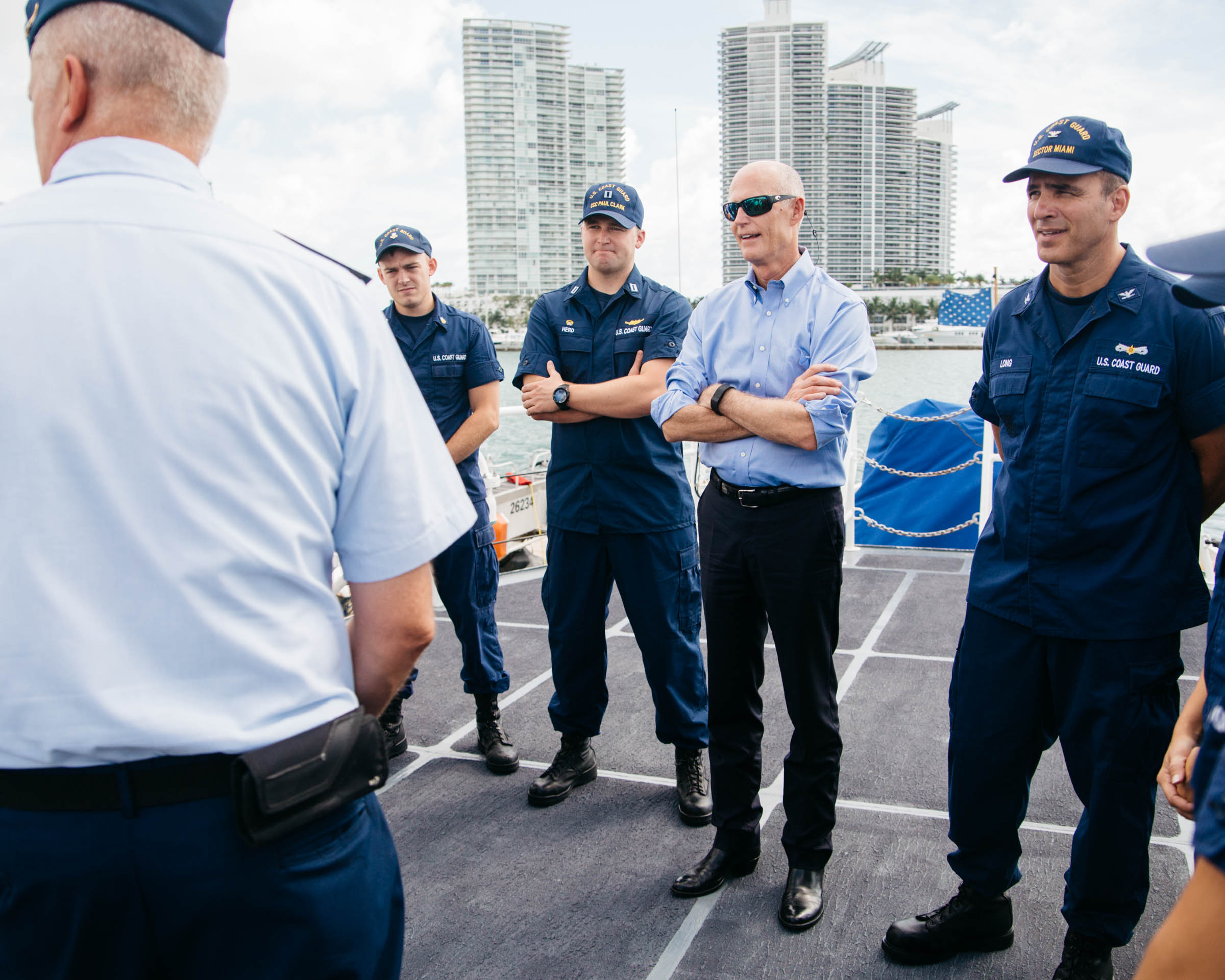
Scott visitant les gardes-côtes de Miami, en 2015.

Il entre en poste le 4 janvier 2011. En fonction, il autorise l'exécution de 28 prisonniers en attente dans couloir de la mort,. Critiqué nationalement pour vouloir privatiser les prisons de l'État, il s'aliène également les défenseurs de l'environnement après son rejet du projet Florida High Speed Rail — remplacé par l'opérateur privé Virgin Trains USA dès 2018 entre Fort Lauderdale et Miami, avec la desserte d'Orlando prévue pour 2022 — et son interdiction aux fonctionnaires de l'État chargés de l'environnement d'utiliser les termes « durabilité » ou « réchauffement climatique ».
Il est réélu en 2014 avec 48,1 % des voix, soit un point d'avance sur son adversaire démocrate, l'ancien gouverneur Charlie Crist, à qui il succède en 2011. En 2016, il refuse de condamner les propos anti-musulmans de Donald Trump, ce qui lui vaut de nouvelles critiques. En mars 2018, à la suite de la fusillade de Parkland, il signe une loi passée par la législature de Floride rendant les bump stocks sur les armes à feu illégaux et faisant passer l'âge minimum légal pour acheter une arme à feu de 18 à 21 ans. Il est cependant critiqué pour ne pas assister à une réunion publique télévisée par CNN sur le sujet des armes à feu le mois précédent, comprenant une séance de questions et réponses entre des victimes et leurs proches et les sénateurs Bill Nelson et Marco Rubio.
Sur ses huit ans de mandat, la Floride gagne plus de deux millions de nouveaux résidents, passant de 19 millions d'habitants en 2011 à 21 millions en 2019, signe de l'attractivité économique de l'État. Selon un sondage réalisé par l'université Quinnipiac en 2018, 49 % des sondés se disent satisfaits de son action, tandis que 40 % se disent mécontents.

#### Sénateur des États-Unis

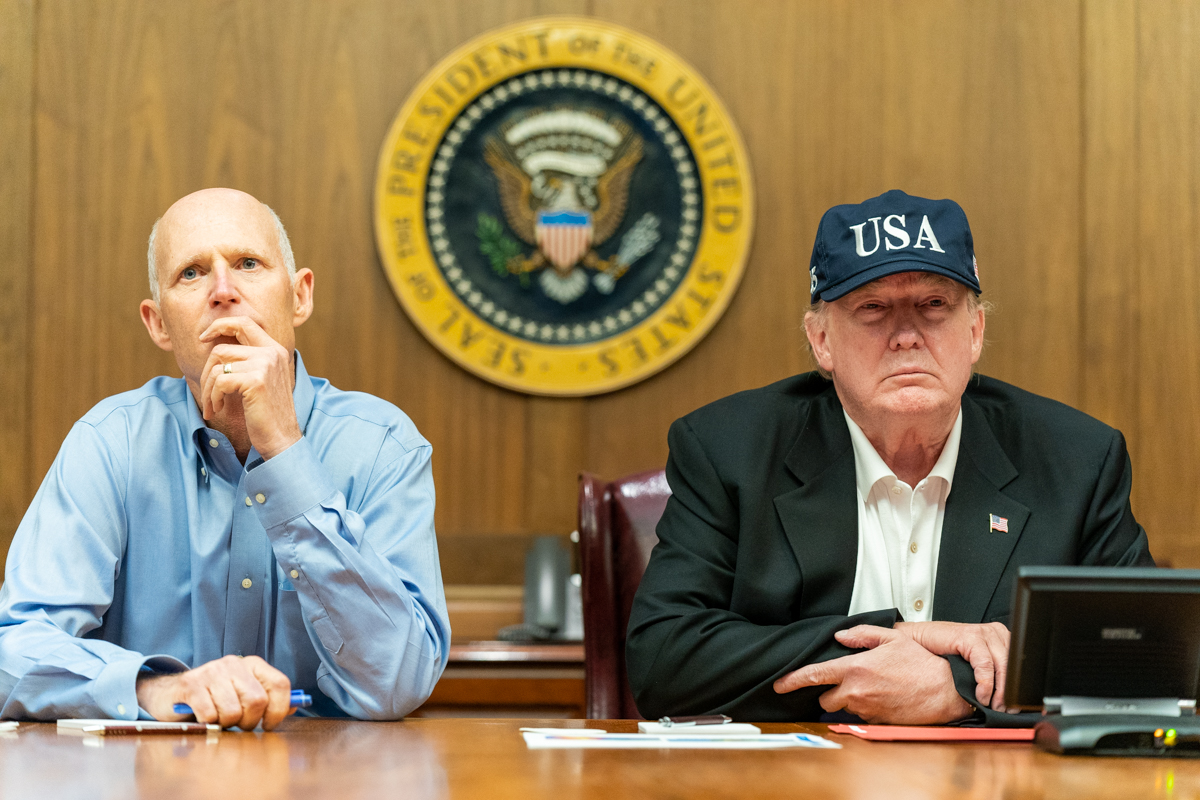
Rick Scott au côté du président Donald Trump à Camp David en août 2019.

En avril 2018, il déclare officiellement sa candidature au Sénat des États-Unis, en vue des élections du 6 novembre suivant. Le 28 août 2018, il remporte l'investiture officielle de son parti, obtenant 1 438 429 voix lors de la primaire républicaine, soit 88,6 % des suffrages exprimés. Il affronte le sénateur sortant, le démocrate Bill Nelson. Au soir de l'élection, alors que la plupart des sondeurs donnent Nelson légèrement favori, les résultats sont très serrés. Selon les chiffres préliminaires, Rick Scott semble avoir l'avantage, récoltant un peu plus de 50 % des suffrages exprimés. Bill Nelson réclame un recomptage des voix pour officiellement déterminer le vainqueur final. Après un recomptage des voix opéré pendant plusieurs jours, Scott est finalement proclamé vainqueur du scrutin le 18 novembre, avec 50,05 % des suffrages exprimés, soit une avance d'un peu plus de 10 000 voix. Il est élu par 4 099 505 voix contre 4 089 472 voix pour Nelson.
Il milite pour le renforcement des sanctions contre le régime cubain, notamment contre son programme d'internationalisme médical. Il co-écrit en ce sens une proposition de loi avec Marco Rubio et Ted Cruz, déclarant dans un communiqué commun : « Le gouvernement cubain gagne environ 7 milliards de dollars par an en exportant des services professionnels, y compris ces missions médicales. Ce programme est l'une des plus importantes sources de revenus du régime cubain, mais il paie rarement, voire jamais, un salaire décent aux professionnels de la santé qu'il oblige à travailler dans d'autres pays, confisquant leurs passeports et les soumettant à de mauvaises conditions de vie ».
De 2021 à 2023, Scott est le président du National Republican Senatorial Committee (en), l'organisation des républicains visant à identifier et financer les candidats pour les élections sénatoriales. Lors des élections sénatoriales de novembre 2022, les Républicains, pourtant favoris pour ces élections, perdent un siège. Scott est critiqué par ses collègues sénateurs pour sa gestion du NRSC et en particulier le choix de candidats trop à droite.
Après les élections sénatoriales, Scott se porte candidat à la tête des sénateurs républicains (Minority leader) avec le soutien de l'aile droite du parti contre le sortant Mitch McConnell. Scott conteste le peu d'attention que McConnell porte aux souhaits des sénateurs républicains sur la stratégie et le fonctionnement quotidien de leur groupe. McConnell est réélu avec 37 voix contre 10 pour Scott (parmi lesquels Josh Hawley, Ted Cruz, Mike Braun, Ron Johnson et Lindsey Graham).
Il annonce en mai 2024 son intention de briguer de nouveau le leadership du groupe républicain au Sénat après que McConnell ait annoncé son retrait après les élections de novembre. Candidat à un second mandat dans le cadre des élections sénatoriales de 2024, il est largement réélu contre l'ancienne représentante démocrate Debbie Mucarsel-Powell. Après cette réélection et la victoire nationale des républicains, sa campagne pour devenir chef de la majorité reçoit de nombreux soutiens parmi les alliés du Président-élu Donald Trump, dont celui d'Elon Musk,. Il est toutefois éliminé au premier tour de l'élection interne qui voit la victoire de John Thune, numéro 2 sortant du groupe républicain.